# Anderstorpaån
Anderstorpaån är ett vattendrag i Gnosjö kommun och Gislaveds kommun i västra Småland. Vänsterbiflöde till Nissan. Åns längd är cirka 20 km, inklusive källflöden cirka 40 km. Ån kommer från sjön Hären och kallas i början Härydsån. Anderstorpaån rinner förbi Häryd, Tokarp, Anderstorp och Nennesmo innan den mynnar i Nissan ca 1 mil söder om Gislaved. Källflödet Götarpsån rinner upp cirka 1 mil norr om Gnosjö, väster om Granåsen (334 m ö.h.) på Sydsvenska höglandet, och strömmar söderut mot Hären förbi Götarp och Gnosjö.